# كارين كيواتكويسكي
كارين كيواتكويسكي (بالإنجليزية: Karen Kwiatkowski)‏ (و. 1960 – م) هي ضابطة، وكاتبة من الولايات المتحدة الأمريكية .
وهي عضوة في الحزب الجمهوري .

## التعليم
تعلمت في جامعة هارفارد، والجامعة الكاثوليكية الأمريكية.

## الخدمة العسكرية
خدمت في القوات الجوية الأمريكية.